# Kanton Longueville-sur-Scie
Kanton Longueville-sur-Scie is een voormalig kanton van het Franse departement Seine-Maritime. Het kanton maakte deel uit van het arrondissement Dieppe. Het werd opgeheven bij decreet van 27 februari 2014 met uitwerking in maart 2015.

## Gemeenten
Het kanton Longueville-sur-Scie omvatte de volgende gemeenten:
- Anneville-sur-Scie
- Belmesnil
- Bertreville-Saint-Ouen
- Le Bois-Robert
- Le Catelier
- Les Cent-Acres
- La Chapelle-du-Bourgay
- La Chaussée
- Criquetot-sur-Longueville
- Crosville-sur-Scie
- Dénestanville
- Heugleville-sur-Scie
- Lintot-les-Bois
- Longueville-sur-Scie (hoofdplaats)
- Manéhouville
- Muchedent
- Notre-Dame-du-Parc
- Saint-Crespin
- Sainte-Foy
- Saint-Germain-d'Étables
- Saint-Honoré
- Torcy-le-Grand
- Torcy-le-Petit